# Eukaristisk fasta
Den eukaristiska fastan är inom Katolska kyrkan den fasta som föregår kommunionen. På mer vardaglig svenska skulle det kunna kallas "nattvardsfasta". Den eukaristiska fastan innebär att katoliker är påbjudna att fasta en timme innan man tar emot Kristi kropp (och blod) i kommunionen.
Bestämmelsen återfinns i den kanoniska lagen under kanon 919, §1 som föreskriver att "En person som skall ta emot den heliga eukaristin skall avstå från varje form av mat och dryck, förutom vatten och medicin, i åtminstone en timme för den heliga kommunionen." Bestämmelsen återfinns naturligtvis också i Katolska Kyrkans Katekes, §1387, där det konstateras att "För att på ett passande sätt förbereda sig för att ta emot detta sakrament skall de troende hålla den fasta som deras kyrka föreskriver."